# GStreamer
GStreamer é um framework para desenvolvimento de aplicações que lidam com streams multimedia, como áudio e vídeo. Foi escrito em linguagem C e é baseado em GObject. O GStreamer provê o serviço de multimedia dos aplicativos (software), como editores de vídeo, streaming de mídia e media players. É um framework multiplataforma, sendo possível utilizá-lo sobre Linux (x86, PowerPC e ARM), Solaris (x86 e SPARC), Mac OS X, Microsoft Windows e OS/400. GStreamer é software livre, licenciado sob GNU GPL.
O ambiente de desktop GNOME é o utilizador original da tecnologia GStreamer, sendo incluído desde a versão 2.2 (atualmente na versão 3.34). GStreamer é também utilizado em dispositivos embarcados como Maemo da Nokia, para aparelhos Nokia N800.

## História e desenvolvimento
O projeto foi fundado em 1999 por Erik Walthinsen e por vários outros contribuidores. Wim Taymans entrou no projeto e expandiu vários aspectos do sistema. A logomarca do GStreamer foi desenhado por Brock A. Frazier, trabalhando para uma companhia de Linux chamada RidgeRun, a primeira empresa a  patrocinar o desenvolvimento do GStreamer.
O GStreamer está hospedado no projeto freedesktop.org, que provê interoperabilidade compartilhamento de tecnologias entre ambientes de desktops livres. GStreamer é hoje mantido por Wim Taymans.

### Plugins
GStreamer utiliza uma arquitetura de plugins que faz com que o GStreamer funcione com as mais diversas bibliotecas de mídia, como MP3, FFmpeg e outras. Bindings também estão implementados provendo interfaces com linguagens de programação como Python, C++, Perl, GNU Guile, Ruby e Rust.

## Críticas
GStreamer foi criticado por desenvolvedores do KDE por não oferecer uma interface binária de aplicativos estável que garanta manutenibilidade. Os desenvolvedores afirmam que a falta de uma interface binária de aplicativos estável tornaria GStreamer uma plataforma multímídia inadequada para o KDE4 e poderiam impedir sua inclusão no Linux Standard Base. Os desenvolvedores do KDE desenvolveram então Phonon, um wrapper para diversos frameworks, incluindo GStreamer.

## Aplicativos que utilizam GStreamer
- Banshee
- Exaile
- GnomeBaker
- Jokosher
- Kaffeine
- Pitivi - editor de vídeo
- Rhythmbox
- Sound Juicer
- Totem